# أثمان رملي
أثمان رملي (الاسم العلمي: Ipomoea imperati)، نوع من جنس الأثمان وفصيلة المحمودية. أعطانها البحر الكاريبي، جزر الأزور، جزر الأنتيل، وأيضًا في أوقيانوسيا.